# 阿歷士·布魯士
亞歷山大·史提芬·"阿歷士"·布魯士（英語：Alexander Stephen "Alex" Bruce，1984年9月28日—），簡稱阿歷士·布魯士（Alex Bruce），是一名北愛爾蘭足球運動員，司職後衛，亦可兼任中場。他是前曼聯後衛史蒂夫·布鲁斯的兒子。生於英格蘭的他曾代表愛爾蘭在國際賽上陣。

## 球會
早年
布魯士在諾域治出世。其後，他加盟曼聯青訓系統，但在16歲時被放棄，並以學徒球員的身份轉投布力般流浪。2002年，他與布力般流浪簽訂其首份職業合約，他在2002/03球季協助球隊贏得英格蘭足球青年聯賽冠軍。2004年12月26日，他被外借至英甲球會奧咸的三個月期間，在對哈特普爾的賽事中首次上陣，他同時是奧咸在2005年1月8日在足總盃擊敗曼城的參賽球員之一。
2005年1月27日，布魯士自由轉會至由其父親領軍的伯明翰，兩天前羅比·沙維治才剛從伯明翰轉投布力般流浪。
布魯士在奧咸的借用期結束後，他再次被外借至錫周三直至球季結束，協助球會取得附加賽的參賽資格。他在主場對燦美爾的賽事中的表現使時任燦美爾領隊白賴仁·拉圖留下深刻印象，並在2005/06球季上半季借用了他，但後來經雙方同意而提早終止合約。
布魯士重返伯明翰後上陣了數次，但仍然無法阻止球隊降班至英冠。他被指由於裙帶關係而妨礙了他的進步，因此對球會、領隊和他自己的最佳選擇就是離開他父親所執教的球隊。
葉士域治
2006年夏天，布魯士自由轉會至葉士域治並簽訂三年合約。
布魯士在葉士域治初時的表現非常耀眼，後來他累計了10張黃牌而被停賽兩場。他全心全意的表現和永不放棄的態度，使其成為葉士域治球迷的寵兒。其後，他以後衛身份上陣，亦非常成功。2007年夏天，他憑著連串的表現贏得愛爾蘭的徵召。2008年11月，他持續有好表現並吸引到來自意大利球會費倫天拿球探的注意。
10月24日，布魯士在對前球會伯明翰的賽事攻入其處子入球。他在5月11日簽訂兩年合約，並附加續約一年的選項，從而打破他將會離隊的傳言。2009年8月18日，他在主場以3-1的比分擊敗水晶宮的賽事中再次取得入球。8月27日，他取代表現差劣的麥考利成為球隊的隊長，後來他卻不受領隊萊·堅尼的重用而失去正選位置。
李斯特城
2010年2月1日，布魯士被球會外借至李斯特城直至2009/10球季結束，他抓緊這個機會以尋求改變和新挑戰。2月7日，他在布隆菲爾德路球場以2-1的比分擊敗黑池的賽事進行至傷停時間時後備入替而處子上陣。他剛加盟李斯特城時便疝氣受傷而需要動手術，導致他缺陣數週，他康復後重返李斯特城的正選陣容夥拍積克·賀比斯鎮守中路，他亦有份出戰對卡迪夫城的附加賽賽事，最終在互射十二碼階段不敵對手。球季結束後，他曾一度與李斯特城扯上關係，但最終未有離隊並留在葉士域治。
列斯聯
2010年7月，布魯士原本將加盟錫菲聯，但最終沒有成真，媒體猜測是由於球會不願意付出20萬英鎊的轉會費而造成的。7月30日，他轉投英冠球會列斯聯，轉會費未有公佈。他與球隊簽訂兩年合約，並附加續約一年的選項。2012年5月2日布魯士約滿被列斯聯放棄。
侯城
2012年7月30日布魯士加盟剛由父親接手執教的英冠球會侯城，簽約兩年，兩父子繼在伯明翰城之後再度攜手合作。

## 國際賽
布魯士的祖母是愛爾蘭人，他因此合資格代表北愛爾蘭、愛爾蘭共和國或他的出生地英格蘭上陣。其後，他雖然獲北愛爾蘭U21徵召，但他最終選擇代表愛爾蘭U21，並在2006年2月對瑞典U21的賽事中首次上陣。同年11月，他亦曾代表愛爾蘭B隊在對蘇格蘭B隊的賽事中上陣。
2007年5月23日，布魯士在巨人體育場對厄瓜多爾的賽事中首次代表愛爾蘭上陣。
2008年10月9日，布魯士在對諾定咸森林的挑戰賽中擔任愛爾蘭隊的隊長。
2011年7月1日布魯士決定轉籍代表北愛爾蘭參賽，因他之前代表愛爾蘭上陣兩場均屬友誼賽性質，未有在競爭性的國際賽上陣，故待國際足協審批後即可成事。

## 外部連結
- （英文）Alex Bruce profile
- （英文）足球数据库：阿歷士·布魯士的球员统计数据